# Juan Tomás Oliver Climent
Juan Tomás Oliver Climent OFM (ur. 22 września 1951 w Carcaixent) – hiszpański duchowny rzymskokatolicki posługujący w Peru, w latach 2005-2022 wikariusz apostolski Requena.

## Życiorys
Święcenia kapłańskie otrzymał 18 sierpnia 1975 w zakonie franciszkanów. W swojej prowincji kierował formacją postulantów, nowicjuszy oraz profesów. Od 1992 pracował w zarządzie prowincji - najpierw jako sekretarz i ekonom, następnie jako jej wikariusz, a od 2000 jako prowincjał.
6 marca 2004 został prekonizowany koadiutorem wikariusza apostolskiego Requena w Peru oraz biskupem tytularnym Legis Volumni. Sakry biskupiej udzielił mu trzy miesiące później abp Agustín García-Gasco y Vicente. 30 lipca 2005 objął rządy w wikariacie. 4 czerwca 2022 papież Franciszek przyjął jego rezygnację z funkcji wiakariusza apostolskiego Requena. 